# Beničanci
Beničanci  je naselje u Hrvatskoj, regiji Slavoniji u Osječko-baranjskoj županiji i pripada općini Magadenovac.

## Zemljopisni položaj
Beničanci se nalaze na 96 metara nadmorske visine u nizini istočnohrvatske ravnice. Selo se nalazi na državnoj cesti D53 Našice  - Donji Miholjac. Susjedna naselja: sjeverno Magadenovac, sjeverozapadno Kućanci, istočno Lacići, sjeveroistočno Šljivoševci i južno Malinovac. Pripadajući poštanski broj je 31542 Magadenovac, telefonski pozivni 031 i registarska pločica vozila NA (Našice). Površina katastarske jedinice naselja Beničanci je 7 km·102.

## Gospodarstvo
Beničanci su poznati i po naftno-plinskim poljima koja su otkrivena u naselju i okolici.

## Stanovništvo
| broj stanovnika | 691   | 720   | 683   | 753   | 1074  | 901   | 853   | 825   | 803   | 1023  | 1012  | 764   | 618   | 612   | 604   | 520   | 395   |
|                 | 1857. | 1869. | 1880. | 1890. | 1900. | 1910. | 1921. | 1931. | 1948. | 1953. | 1961. | 1971. | 1981. | 1991. | 2001. | 2011. | 2021. |

U 1981. smanjeno izdvajanjem dijela naselja u samostalno naselje Magadenovac. U 1971. smanjeno izdvajanjem dijela u naselje Malinovac. U 1971. dio podataka iskazan je u naselju Malinovac. 

## Crkva
U selu se nalazi rimokatolička crkva Sv. Ilije koja pripada katoličkoj župi Sv. Grgura Velikog Pape u Šljivoševcima i donjomiholjačkom dekanatu Đakovačko-osječke nadbiskupije. Crkveni god ili kirvaj slavi se 20. srpnja.

## Obrazovanje i školstvo
U selu se nalazi škola do četvrtog razreda koja radi u sklopu Osnovne škole Matija Gubec u Magadenovcu.

## Kultura
Kulturno umjetničko društvo "Biseri Slavonije" Beničanci.

## Šport
Nogometni klub Beničanci natječe se u sklopu 2. ŽNL NS Valpovo – NS D. Miholjac.

## Ostalo
- Dobrovoljno vatrogasno društvo Beničanci, osnovano 1927.
- Lovačko društvo Srna Beničanci
- Udruga mladeži "B&M" Beničanci- Malinovac

## Vanjska poveznica
- http://www.magadenovac.hr/
- http://os-mgubec-magadenovac.skole.hr/  Arhivirana inačica izvorne stranice od 1. veljače 2014. (Wayback Machine)